# Husarrest
| Husarrest |
| --- |
| Aleksej Nikolajevitj och Tatiana Nikolajevna Romanova under deras husarrest i Tsarskoje Selo i april 1917, omgivna av sina fångvaktare. - Betydelse – fängelsevistelse i sitt eget hem - Funktion – frihetsberövande under pågående rättsprocess - Exempel – när tidigare statschef hålls under uppsikt efter statskupp, revolution eller demokratisering |

Husarrest innebär att en person är fängslad i sitt eget hem. Detta förbud mot att avvika från den egna bostaden tillämpas i en del länder och är i regel ett resultat av ett domstolsbeslut.

## Funktion och användning
Husarresten är ett alternativ till frihetsberövande på en anstalt eller i en arrestlokal, under olika stadier av en brottmålsprocess. Husarresten kan utformas på olika slätt, beroende på domstolsbeslutets villkor. I Sverige kan man verkställa kortare fängelsestraff genom intensivövervakning, som är en form av husarrest. Den som är husarresterad vaktas ofta, så att den husarresterade personen inte flyr. Ofta kombineras den fysiska isoleringen och reseförbudet med ett förbud mot att kommunicera med omvärlden, alternativ att kommunicerande är övervakat med eller utan censur av kommunikationen.
En husarrest kan bland annat innebära utegångsförbud mellan vissa tidpunkter, med uttryckta undantag för exempelvis skolgång, arbete, kyrko- eller läkarbesök, eller livsmedelsinköp; i så fall noteras detta i domslutet. Den strängaste formen av husarrest innebär total isolering av någon i sitt hem, alternativt med undantag för nödvändiga läkarbesök eller dylikt. En strikt husarrest kan numera upprätthållas med hjälp av elektronisk fotboja.
En ny statsmakt använder sig ofta av husarrest som en metod för att "oskadliggöra" en politisk ledare och hålla henne eller honom isolerad från omvärlden. Detta handlande fråntar den tidigare ledaren hens praktiska makt, under en övergångsprocess när de nya härskarna etablerar sin position i statsapparaten. 1991 placerades Michail Gorbatjov tillfälligt i husarrest i samband med den misslyckade statskuppen, varefter kampen mot kuppmakarna medförde ett maktvakuum som ledde till Sovjetunionens upplösning.
I en demokrati kan husarrest ådömas en misstänkt individ, som alternativ till fängelsevistelse under en häktningstid när någon form av kontroll av personens göranden och låtanden anses nödvändig under rättsprocessen. Husarrest kan också ådömas som straff när allmänheten anses behöva extra skydd, när det är ont om fängelseplatser och anstaltsförvaring anses öka risken för återfall. I vissa fall kan husarrest ådömas i slutet av en fängelsetid, som en form av "utslussning" av individen i samhället.
Begreppet husarrest kan även användas i en mer allmän betydelse, om andra typer av instängningar. Inom en familj kan "husarrest" används ibland emot en minderårig som misskött vissa friheter.

## Historia
Domstolar har ådömt husarrest, som alternativ till fängelse, åtminstone sedan 1600-talet. Ett känt historiskt exempel är det som drabbade Galileo Galilei efter inkvisitionstribunalen 1633.

### Historiska exempel
Ett antal historiskt välkända personer har under delar av sina liv befunnit sig i husarrest. Detta inkluderar:
- Galileo Galilei (1633–1642, som del av livstids fängelsestraff)[7]
- Gustaf Adolf Reuterholm (1789)[8]
- Mohammad Naguib (1954–1960)[9]
- ̵Lech Wałęsa (1981–1982)[10]
- Aung San Suu Kyi (1989–1995, 2000–2010, 2018–)[11]
- Augusto Pinochet (1998–2000)[12]
- Yassir Arafat (2002–2004)[13]
- Robert Mugabe (2017)[14]

## Jämförelse med politisk asyl
En formell husarrest kan jämföras med en politisk asyl på exempelvis ett främmande lands ambassad. Där kan en person befinna sig i fysisk isolering, inför hotet av frihetsberövande genom en pågående rättsprocess i det omgivande landet. En sådan vistelse sker därför för att undvika konsekvenserna av en rättsprocess, inte som resultat av en rättsprocess. 
Sådana vistelser kan fortsätta länge; Julian Assange åtnjöt åren 2012–2019 politisk asyl på Ecuadors ambassad i London.